# Ilha dos Faisões
A ilha dos Faisões ou ilha da Conferência (em espanhol: Isla de los Faisanes; em francês: Île des Faisans, Île de l’hôpital ou Île de la Conférence; em basco: Konpantzia) é uma ilha fluvial localizada perto da foz do rio Bidasoa. Ela é administrada em condomínio entre a França e a Espanha. A cada seis meses, o controle da ilha é alternado entre a cidade espanhola de Irun e a comuna francesa de Hendaye.
A ilha possui 3 000 m², sendo o menor território administrado em condomínio no mundo. Não há residentes. Tem 215 metros de comprimento e 38 metros de largura, e não há faisões.

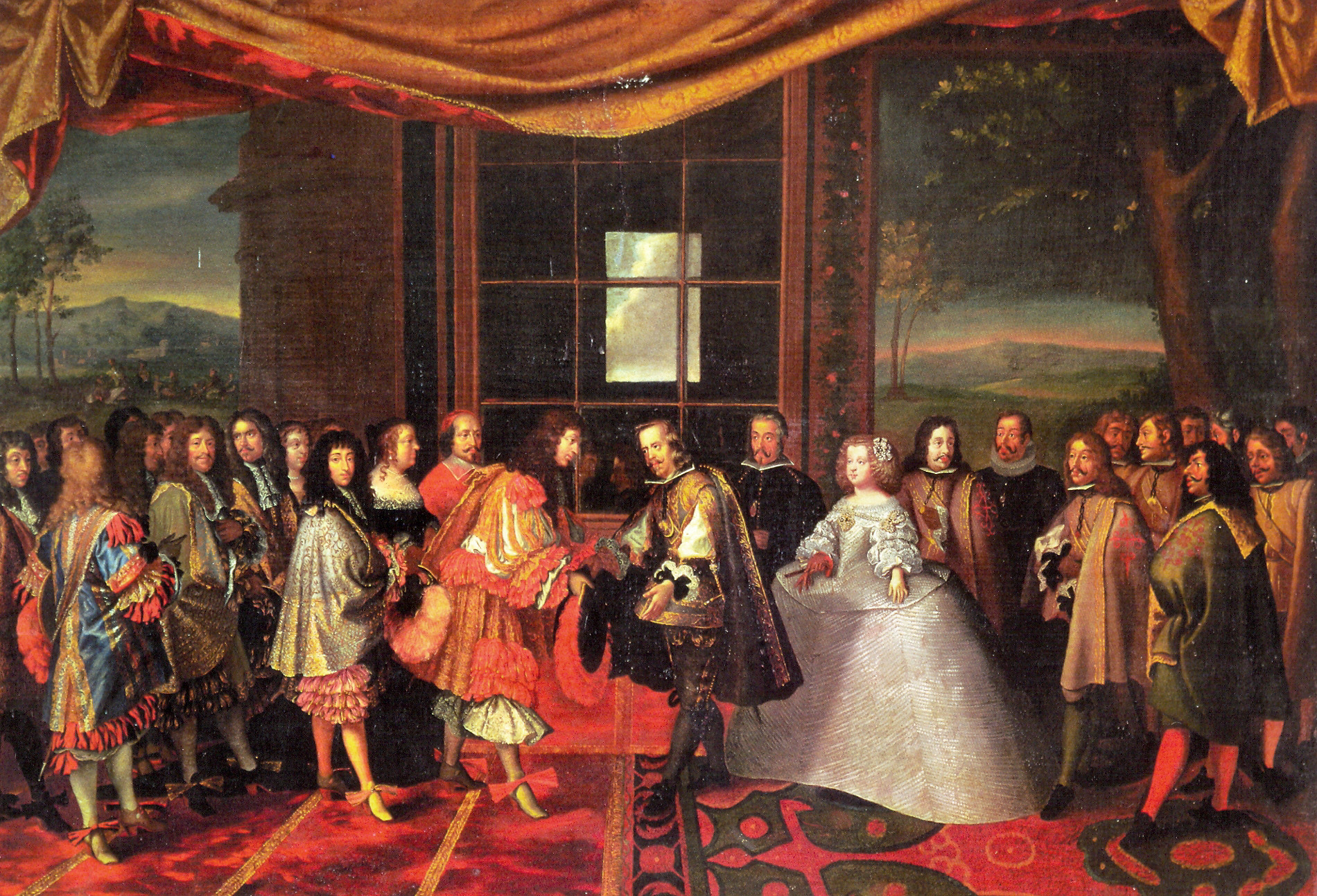
Assinatura do Tratado dos Pirenéus por Luis de Haro e pelo Cardeal Mazarino.

Vários eventos diplomáticos de monta foram realizados na ilha, sendo o principal deles a assinatura do Tratado dos Pirenéus em 1659, que encerrou os conflitos entre espanhóis e franceses na Guerra dos Trinta Anos.
Na ilha, a infanta Maria Teresa da Áustria (filha do rei espanhol Felipe IV) foi entregue à corte francesa para casar com o rei Luís XIV — o matrimónio era uma das cláusulas do Tratado de Paz.
O território, além de não ser habitado, não pode ser visitado, independentemente de estar a ser controlado por Espanha ou por França. A entrada é restrita a membros dos Comandos Navais de Donostia (Espanha) e Baiona (França) e a funcionários do governo municipal de Irún e Hendaye, que são responsáveis por cuidar da limpeza e da jardinagem da ilha.